# Piramidi nubiane

Localizzazione delle principali piramidi nubiane (in basso nella cartina)

Situate nell'odierno Sudan, le piramidi nubiane sono piramidi costruite da vari re dei regni Kush (Napata, Meroe) ed egizio, oltre 500 anni dopo che in Egitto e nella valle del Nilo se ne era cessata la costruzione.
La parte di valle del Nilo nota come Nubia, nell'odierno Sudan, ospitò in antichità tre diversi regni Kush. Il primo ebbe la capitale a Kerma e durò dal 2600 al 1520 a.C. Il secondo si trovava a Napata dal 1000 al 300 a.C., ed infine l'ultimo fu a Meroe (300 a.C.–300 d.C.).
Kerma fu il primo regno centralizzato della Nubia, con le sue forme indigene di architettura e le sue usanze funerarie. Gli ultimi due regni, Napata e Meroe, furono fortemente influenzati dall'antico Egitto, culturalmente, economicamente, politicamente e militarmente. I regni Kush, a turno, entrarono in dura competizione con l'Egitto. Durante l'ultimo periodo della storia dell'antico Egitto, i re di Napata conquistarono ed unificarono l'Egitto. I Napatani divennero i faraoni della XXV dinastia egizia. Il dominio napata sull'Egitto terminò con la conquista assira del 656 a.C.

## Le piramidi
Furono circa 220 le piramidi costruite nei tre siti nubiani nell'arco di pochi secoli, utilizzate come tombe dai re e dalle regine di Napata e Meroe. La prima fu costruita a el-Kurru, e contiene le tombe di re Kashta e del figlio Pianki, assieme ai successori di Pianki: Shabaka, Shebitqo e Tanutamani. Quattordici piramidi furono costruite per le loro regine, molte delle quali rinomate regine guerriere. Queste piramidi possono essere paragonate alle 120 piramidi più grandi costruite in Egitto nell'arco di 3000 anni.
Le ultime piramidi napatane si trovano a Nuri, sulla riva occidentale del Nilo in Nubia superiore. Questa necropoli era il luogo di sepoltura di 21 re e 52 regine e principesse, tra cui Anlami e Aspelta. I corpi di questi re furono posti in enormi sarcofagi di granito. Quello di Aspelta pesa 15,5 tonnellate, ed il coperchio pesa 4 tonnellate. La più antica e grande piramide di Nuri è quella costruita per il re napatano, faraone della XXV dinastia, Taharqa.

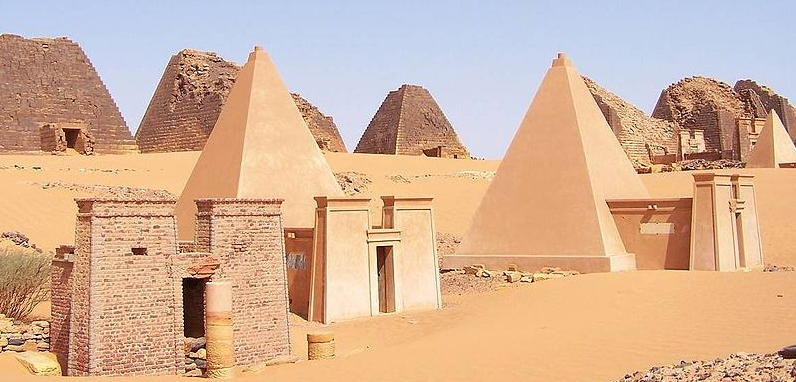
Panorama delle piramidi nubiane, Meroe. Tre di queste sono state ricostruite.

Il più ampio sito nubiano di piramidi si trova a Meroe, tra la quinta e la sesta cateratta del Nilo, circa 100 km a nord di Khartum. Durante il periodo Meroitico vi furono sepolti oltre 40 re e regine.
La proporzione fisica delle piramidi nubiane differisce molto dalle piramidi egizie: sono costruite a gradoni, e sono alte dai sei ai trenta metri, con basi raramente più larghe di otto metri, il che portava a strutture con pendenze di circa 70 gradi. Molte di loro avevano anche templi per offerte vicino alla base, con caratteristiche Kush. Le piramidi egizie della stessa altezza presentavano basi larghe cinque volte quelle nubiane, e inclinazioni di 40/50 gradi.
Tutte le tombe delle piramidi nubiane furono saccheggiate in tempi antichi, ma le sculture presenti sulle mura delle tombe fanno capire che gli occupanti erano mummificati, coperti di gioielli e deposti in sarcofagi di legno. Al tempo dell'esplorazione da parte degli archeologi (XIX e XX secolo) in alcune piramidi furono trovati resti di archi, faretre di frecce, attrezzatura per cavalli, scatole di legno, arredi, ceramiche, vetri colorati, stoviglie di metallo e molti altri artefatti che dimostravano il commercio meroitico con Egitto e mondo ellenistico.
In una piramide scavata a Meroe si trovavano centinaia di oggetti pesanti, tra cui grandi blocchi decorati con arte rupestre. Tra gli oggetti sepolti c'era anche una mucca con unguento sugli occhi e rocce musicali.

## Galleria d'immagini

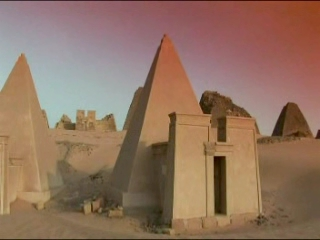
Piramidi nubiane a Meroe
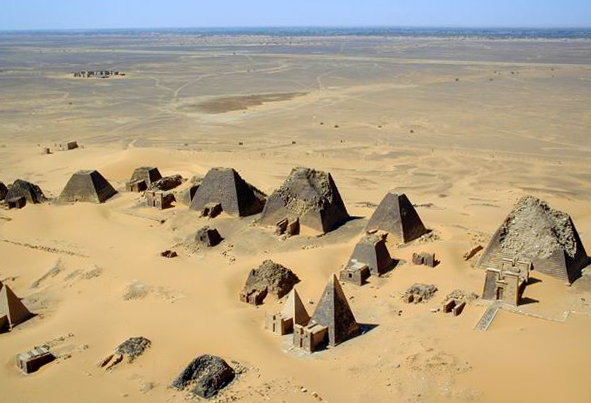
Vista aerea delle piramidi nubiane di Meroe
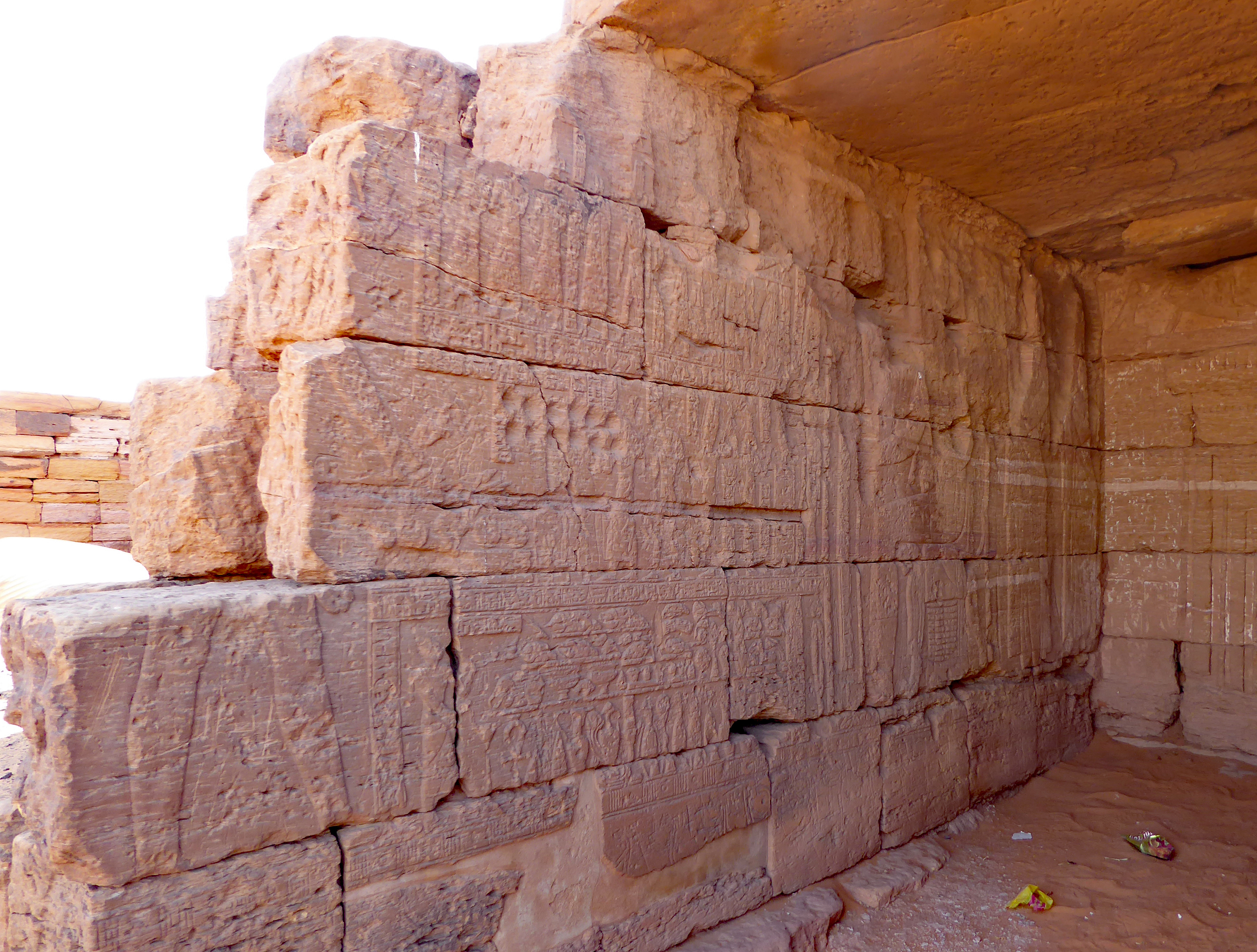
Rilievi all'interno delle piramidi nubiane
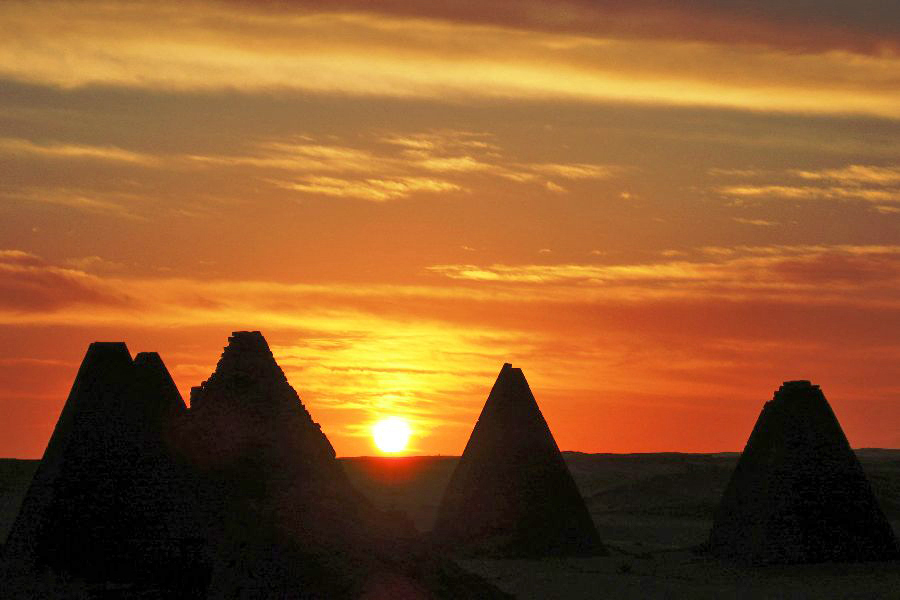
Piramidi nubiane. Tramonto.

## Cimiteri
- Nel cimitero reale di el-Kurru sono sepolti Kashta, Pianki, Tanutamani, Shabaka e molte regine.
- Le piramidi di Meroë (Begarawiyah), datate al periodo Meroitico. Le piramidi sono del 720-300 a.C. (cimitero meridionale) e 300 a.C.-300 d.C. (cimitero settentrionale).
- Nel cimitero reale di Nuri sono sepolti re Taharqa ed altri appartenenti alla famiglia reale del regno di Napata.
- Piramidi di Gebel Barkal.